# Uccellino del paradiso
Uccellino del paradiso è un romanzo drammatico del 2009 della scrittrice statunitense Joyce Carol Oates, il trentottesimo pubblicato nella sua carriera e il terzo ambientato nell'immaginaria città di Sparta (Stato di New York)

## Trama
Parte prima
Nella prima parte il punto di vista è quello di Krista Diehl.
Nella cittadina di Sparta, zona settentrionale dello stato di New York, la protagonista, la quindicenne Krista, è figlia di un uomo, Eddy Diehl, sospettato di avere strangolato la propria amante. Il fatto ha causato il suo allontanamento da casa e una sentenza in base alla quale non può avvicinarsi a meno di cento metri dalla moglie Lucille e dai figli, Krista e Ben.
Rilasciato dopo due arresti, spostatosi a lavorare e vivere in altre cittadine dello Stato, Eddy Diehl a volte torna per vedere di nascosto la figlia. L'uomo ha sempre protestato la propria innocenza. Krista ricorda la vittima, Zoe Kruller, come una donna bellissima; lavorava come commessa nella cremeria Honeystone's, I clienti si mettevano in coda davanti a lei piuttosto che dalla proprietaria. Cantava anche in un gruppo musicale, i Black River Breakdown, si esibiva sul palco con un vestitino succinto. Zoe piaceva a tutti, ma sembrava avere una predilezione per Eddy Diehl.
Zoe Kruller si era sposata giovanissima, ancora al liceo, con Delray Kruller, che aveva un quarto di sangue nativo americano, nelle vene, sangue Seneca. Si era poi separata dal marito, aveva lasciato lui e il figlio Aaron per andare a abitare insieme a una amica di gioventù, Jackie DeLucca. Zoe Kruller è stata trovata assassinata nella sua camera da letto dal figlio quando Krista aveva 11 anni: strangolata e massacrata con un corpo contundente. La polizia scoprì che Eddy Diehl aveva una relazione con lei e lo arrestò due volte, dopo avere scarcerato l'ex marito della vittima. Non si riuscì a provare nulla, ma la famiglia Diehl andò in frantumi.
Adesso Ben odia il padre, mentre Krista soffre la sua mancanza. Un giorno Eddie la prende all'uscita da scuola e la porta con sé in un locale malgrado abbia un'ingiunzione che impone di tenersi distante da lei. La ragazzina crede assolutamente alla sua innocenza. Krista è perdutamente innamorata di Aaron Kruller, il figlio di Zoe, faceva di tutto per farsi notare da lui. Un giorno, qualche anno dopo l'assassinio della donna, Krista segue alcune amiche in una stazione ferroviaria abbandonata dove si ritrovano ragazzi per fumare e assumere stupefacenti, nella speranza di incontrare Aaron; si sente male e rischia anche di essere violentata da un giovane, ma Aaron la salva salvata e la porta a casa della zia per aiutarla a riprendersi prima di accompagnarla a casa.
Con il tempo la situazione di Eddie Diehl peggiora. Sempre più in preda all'alcol, si mette in testa di ottenere una completa riabilitazione che gli permetta di ricomporre la famiglia. Scrive ai giornali, alla polizia e all'autorità giudiziaria, nessuno gli dà ascolto. Un giorno prende di nuovo la figlia all'uscita da scuola, ma Krista capisce che la situazione è disperata. La porta con sé in una camera d'hotel dove si è registrato sotto falso nome, ha una pistola. Pretende che la ragazzina telefoni alla madre, vuole parlarle, mostrarle nuove prove della propria innocenza. Lucille chiama naturalmente la polizia, che circonda l'hotel. Eddie viene ucciso da otto poliziotti che gli sparano addosso contemporaneamente, sotto gli occhi della figlia.
Parte seconda
La seconda parte ha come punto di vista principale Aaron Kruller, e diversi altri personaggi offrono punti di vista secondari. Presenta gli stessi avvenimenti della prima parte, ma nell'ottica di Aaron.
Parte terza
Nel 2002 Krista Diehl lavora alle dipendenze di uno studio legale per un'organizzazione che si occupa della revisione dei processi ingiusti. Da quando suo padre è stato ucciso, la famiglia si è trasferita da Sparta, Lucille si è risposata, Krista ha avuto qualche relazione ma stranamente non ha mai dimenticato Aaron Kruller. Proprio quando non se lo aspetta, Aaron viene a trovarla chiedendole di seguirlo nella città natale. Jackie DeLucca infatti è malata terminale di tumore e ha bisogno di fare loro una rivelazione a proposito della morte di Zoe.
Krista oppone resistenza, non vorrebbe seguirlo ma alla fine si lascia convincere, anche se è un viaggio di 6 ore in auto. Il giorno successivo, nel letto d'ospedale a Sparta, l'ex coinquilina di Zoe Kruller racconta finalmente ciò che per paura non ha mai detto alla polizia. Al ritorno in albergo, Krista e Aaron fanno l'amore disperatamente.

## Edizioni
- Joyce Carol Oates, Uccellino del paradiso, traduzione di Giuseppe Costigliola, Mondadori, 2011, ISBN 978-88-04-60642-0.